# Declaração de Indulgência
Declaração de Indulgência (ou Declaração pela liberdade de consciência) foi uma declaração promovida pelo rei Jaime II da Inglaterra, em 4 de abril de 1687. Constituiu o primeiro passo para estabelecer liberdade de culto na Inglaterra. O texto da declaração foi revisado, em 27 de abril de 1688, pelo próprio Jaime, para incluir uma ampliação ao texto original. A declaração foi anulada no mesmo ano de 1688, quando Jaime foi deposto durante a Revolução Gloriosa.